# B.P. Schulberg
Benjamin Percival Schulberg (ur. 19 stycznia 1892 w Bridgeport, zm. 25 lutego 1957 w Key Biscayne) – amerykański producent filmowy i scenarzysta.

## Filmografia
scenarzysta
- 1913: In the Bishop's Carriage
- 1914: Tess z kraju burz

producent
- 1921: Get Your Man
- 1925: Czas szkoły
- 1928: Synowie pustyni
- 1936: Lady of Secrets
- 1943: City Without Men

## Wyróżnienia
Posiada swoją gwiazdę na Hollywoodzkiej Alei Gwiazd.